# Георги Данаилов (икономист)
Вижте пояснителната страница за други личности с името Георги Данаилов.
Георги Тодоров Данаилов е български икономист и политик от Демократическата партия (след 1923 година – от Демократическия сговор). Той е първият български преподавател по политическа икономия, а на два пъти за кратко е министър – на търговията, промишлеността и труда през 1918 и на обществените сгради, пътищата и благоустройството през 1930 – 1931 година.
Георги Данаилов е почетен гражданин на Свищов.

## Биография
Георги Данаилов е роден на 15 май (3 май стар стил) 1872 година в Свищов в семейството на заможен търговец. Първоначалното си образование получава в своя роден град. След това завършва Първа софийска мъжка гимназия (1891) и право в Московския университет (1895). През 1897 година става доцент по политикономия във Висшето училище, днешния Софийски университет „Свети Климент Охридски“, като през 1897 – 1898 година специализира политическа икономия, финансова наука и статистика в университетите във Виена, Мюнхен и Берлин.
През 1902 година Данаилов става извънреден професор в Софийския университет, а след прекъсване по време на Университетската криза е частен доцент (1908 – 1924), хоноруван професор (1925 – 1935) и накрая редовен професор и титуляр на катедрата по политическа икономия (1935 – 1939). От 1901 година е действителен член на Българското книжовно дружество (днес Българска академия на науките), а през 1937 – 1939 година е председател на неговия Философско-обществен клон. От 1920 г. е преподавател в Свободния университет за политически и стопански науки (сега УНСС).
Георги Данаилов публикува ценни трудове по методология, теория и техника на статистиката. Основоположник е и на демографската наука в България. Научните, икономическите и специалните възгледи на проф. Георги Данаилов са обобщени в речта, произнесена на 8 ноември 1936 г. в Свищов при откриването на Висшето търговско училище „Д. А. Ценов“ (днешната Стопанска академия). Той е първият български автор, написал учебник по статистика, който има респектиращ обем от 638 страници. В голяма степен учебникът има монографичен характер, като голяма част от него са посветени на историографията и същността на статистическата наука и практика.
Георги Данаилов се включва активно и в политическия живот като участник в Демократическата партия, като през 1908 – 1911 и 1913 – 1934 година е народен представител. През 1911 година е обвинител в създадения Втори държавен съд, който трябва да съди министри от стамболовистките кабинети. През 1918 година става секретар на Централното бюро на партията и за няколко месеца е министър на търговията, промишлеността и труда в третото правителство на Александър Малинов. През 1923 година е обвинен и арестуван, както много лидери на опозицията, за да бъде съден от организирания от земеделците Трети държавен съд. След Деветоюнския преврат Данаилов е освободен.
През 1923 година Данаилов е в крилото на Демократическата партия, оглавявано от Андрей Ляпчев, което се присъединява към Демократическия сговор. Участва в групата, която изработва първата програма на партията. През 1930 – 1931 година той е министър на обществените сгради, пътищата и благоустройството в третото правителство на Ляпчев.
Дядо е на българския писател и сценарист Георги Данаилов.
Георги Данаилов умира в София на 22 октомври 1939 година.

## Избрани произведения
- Политичната икономия като наука и значението й в живота на народите //   Български преглед  5 (9-10 май-юни).   1899. с. 183-192. Посетен на 30 април 2025.

- „Един паметник на старото българско право“ (1901)
- „Нашите железници с особено внимание върху линията Централната – Свищов“ (1902)
- „Петко Каравелов“ (1904)
- „Основни начала на политическата икономия“ (1906)
- „Лекции по демография“ (1908)
- „Изследвания върху демографията на България“ (1930)
- „Теорията на статистиката“ (1931)
- „Благотворителността и културно-просветните институти в гр. Свищов“ (1936)
- „Социална и стопанска структура на България“ (1937)